# KPS-1 b
KPS-1 b es un exoplaneta descubierto por el proyecto Kourovka Planet Search (KPS). Es un júpiter caliente orbitando la estrella KPS-1 similar al sol.

## Descubrimiento
Es el primer descubrimiento confirmado de un exoplaneta en tránsito descubierto utilizando los datos CCD de campo amplio de un astrónomo aficionado. El descubrimiento fue realizado por el prototipo del proyecto Kourovka Planet Search (KPS), que utilizó datos de CCD de campo amplio recopilados por un astrónomo aficionado utilizando equipos fácilmente disponibles y relativamente asequibles. Gracias al descubrimiento evolucionó la técnica de observación utilizada para el descubrimiento de otros exoplanetas y sus observaciones espectroscópicas por el espectrógrafo SOPHIE y con la fotometría de alta precisión obtenida con telescopios de más de 1 metro.
También describimos la evolución del proyecto KPS en la encuesta eXoplanet Galactic Plane (GPX). El descubrimiento de KPS-1b representa un nuevo paso importante de la contribución de los astrónomos aficionados al floreciente campo de la exoplanetología.

## Características físicas
KPS-1 b es un Júpiter caliente en tránsito, con una temperatura de 1459 kelvins sin tener en cuenta su albedo, edad, gravedad, composición atmosférica, calentamiento interno, calentamiento por marea, etc. Este exoplaneta orbita una estrella de la secuencia principal de tipo espectral K1 cada 1,7 días, tiene una masa de casi un 10 % más que la masa de Júpiter y un radio apenas superior. Su parámetro de impacto es de 0,754 ( -0,049 +0,04 ). Su gravedad y su densidad son similares a Júpiter